# CHECK-IN
CHECK-IN er en dansk internet-nyhedskanal om rejser og luftfart.
CHECK-IN henvender sig primært til ansatte i den danske rejse- og luftfartsbranche samt frekvente fritids- og forretningsrejsende.
Formålet med nyhedskanalen er orientering om nyheder fra branchen, specielt luftfart.
Webstedet ejes og drives af Travelmedia Nordic. 

## Ekstern henvisning og kilde
- CHECK-INs hjemmeside

| Anime eller manga | Spire Denne artikel om medie og kommunikation er en spire som bør udbygges. Du er velkommen til at hjælpe Wikipedia ved at udvide den. |